# 31028 Cerulli
31028 Cerulli este un asteroid din centura principală de asteroizi.

## Descriere
31028 Cerulli este un asteroid din centura principală de asteroizi. A fost descoperit pe 18 aprilie 1996 la Observatorul San Vittore din Bologna. Asteroidul prezintă o orbită caracterizată de o semiaxă mare de 2,21 ua, o excentricitate de 0,14 și o înclinație de 3,7° în raport cu ecliptica.